# Sebasmia pexula
Sebasmia pexula là một loài bọ cánh cứng trong họ Cerambycidae.